# یوسف زیغود
یوسف زیغود (۱۸ فوریهٔ ۱۹۲۱ – ۲۵ سپتامبر ۱۹۵۶) مبارز الجزایری در روستای سمندو واقع در شمال قسنطینه زاده شد و تحصیلات ابتدایی را در زادگاه خودش به اتمام رساند. وی از همان زمان کودکی برخلاف سایر کودکان الجزایری به حفظ قرآن پرداخت و همزمان به مدرسه فرانسوی‌ها می‌رفت و در آنجا دروغ‌های معلم فرانسوی علیه تاریخ و مبارزات مردم الجزایر را افشا می‌کرد.

## مبارزات
یوسف زیغود از کودکی تحت تأثیر سخنرانی‌های ابن بادیس قرار داشت و در ۱۷ سالگی به حزب مردم الجزایر پیوست و در سال ۱۹۳۸ مسئول اول این حزب شد؛ و پس از چندی به عنوان نماینده جنبش پیروزی آزادی‌های دمکراتیک انتخاب گردید. در سال ۱۹۵۰ پلیس استعمار وی را به اتهام وابستگی به سازمان‌های مخفی به زندان انداخت و تا آوریل ۱۹۵۴ که از زندان فرار کرد زندانی بود.
در تاریخ ۲۰ اوت ۱۹۵۵ به‌عنوان فرمانده نیروهای انقلابی الجزایر در نبرد علیه اشغالگران فرانسوی نقش برجسته ای داشت. این روز به‌عنوان یکی از روزهای بزرگ در تاریخ انقلاب الجزایر به ثبت رسیده‌است.

## جنگ آزادی‌بخش الجزایر
یوسف زیغود در سال ۱۹۵۴ به کمیته انقلابی اتحاد و عمل الجزایر پیوست و بعد از کشته شدن دیدوش مراد مسئول منطقه شمال قسنطین جانشین او گردید و سازماندهی حملات معروف ۲۰ اوت ۱۹۵۵ علیه اشغالگران فرانسوی را بعهده گرفت. وی بعدها عضو شورای ملی انقلاب الجزایر شد و با درجه سرهنگی به فرماندهی ایالت دوم در ارتش آزادی‌بخش الجزایر منصوب گردید. زیغود یکی از ۴ تن پیشنهاد دهندگان تشکیل کنفرانس ملی برای ارزیابی وضعیت انقلاب و سازماندهی نیروهای انقلابی الجزایری در سال ۱۹۵۶ بود و خودش در برگزاری این کنفرانس و ایجاد یک فرماندهی ملی برای پیشبرد انقلاب درمنطقه شمال قسنطین نقش مؤثری داشت.

## درگذشت
یوسف زیغود در روز ۲۳ سپتامبر ۱۹۵۶ در حالی که بیش از ۳۵ سال نداشت در کمین نیروهای فرانسه افتاد و کشته شد.